# Dresaj clasic

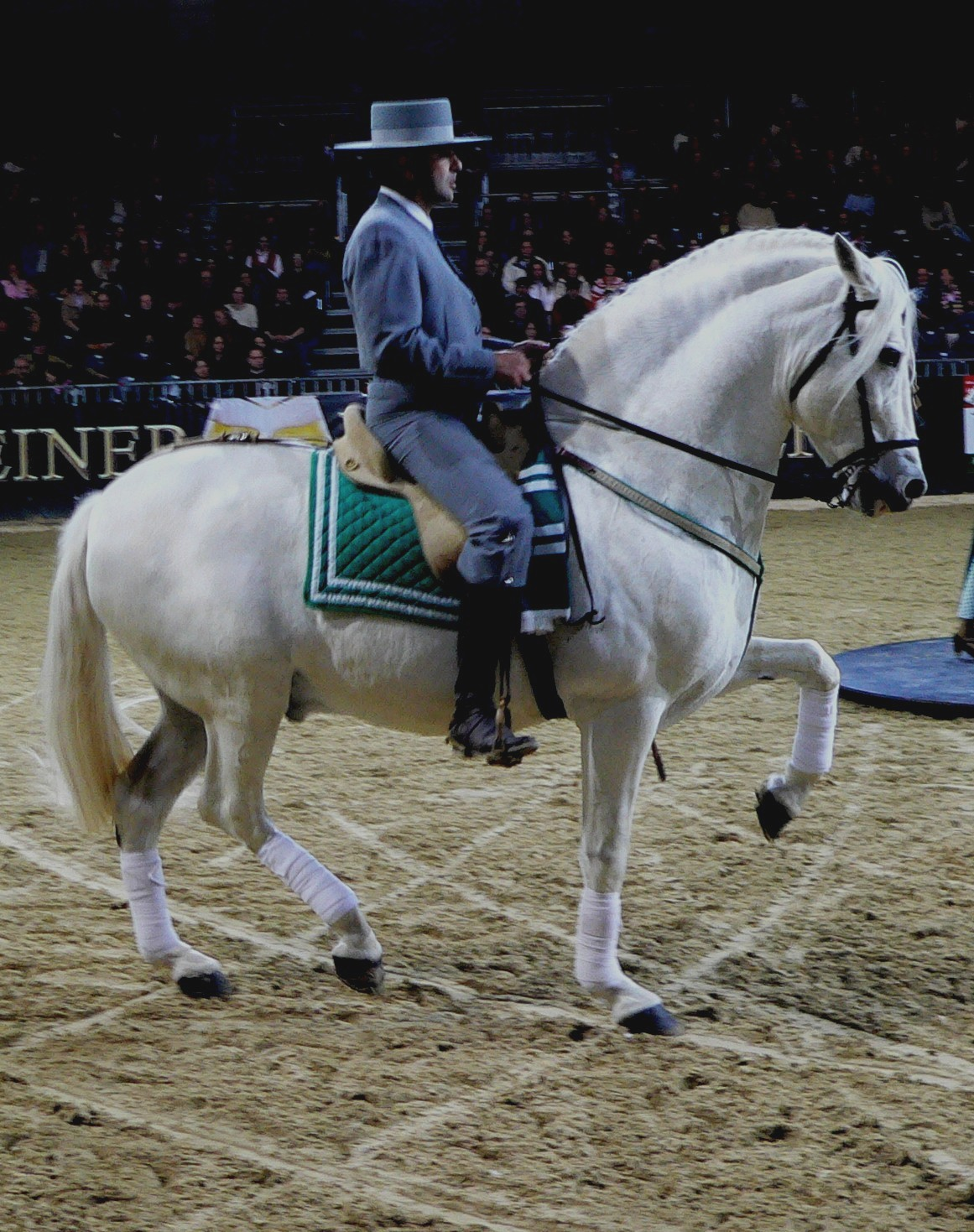
Dresaj clasic cu un Andaluz

Dresajul clasic s-a dezvoltat din dresajul la care erau supuși caii cavaleriei antrenați pentru câmpul de luptă. Acest dresaj dura mulți ani până când se ajungea la un animal de călărie ideal. 
Caii erau antrenați pentru mai multe mișcări diferite de tipul "deasupra solului" care le permiteau călăreților să scape dacă erau înconjurați, sau pentru a putea lupta mai ușor.
Aceste mișcări includ:
- Levadă
- Pesadă
- Piaf (dresaj)
- Pasaj (dresaj)
- Capriolă
- Curbetă
- Balotadă
- Dresaj spaniol
  - Doma Clasica
  - Doma Vaquera

Actualmente există mai multe școli de dresaj clasic: 
- Școala spaniolă de călărie de la Viena
- Cadre Noir la Saumur, Franța
- Școala regală andaluză de călărie la Jerez de la Frontera, Spania (specializată în dresaj spaniol)
- Școala portugheză de dresaj ecvestru la Queluz, Portugalia